# Полтавський соцький
Полта́вський со́цький (Коли́ б я був полта́вський со́цький) — узагальнена назва різних варіантів української жартівливої народної пісні.

## Опис
Пісня «Полтавський соцький» була досить поширеною в Україні. Парубки співали їх на всіх вечорницях. За твердженням Олекси Воропая, пісня з'явилася як реакція на обіцянки соціалістів побутувати «рай на землі». Оскільки народ не довіряв таким ідеям, він висміював їх.
Проте коріння пісні «Полтавський соцький» варто шукати у надзвичайно популярних в народі небилицях, що мають давніше походження. З часом зазнала найрізноманітніших варіацій, зокрема «Якби я був Одеським мером».

## Слова
Найпопулярніша пісня цього типу була «Коли б я був полтавський соцький». Її виконували майже в кожному повіті. За словами дослідників, ледь не кожне село співало свого «Полтавського соцького».

### Полтавський варіант
| Коли б я був полтавський соцький, Багато б дечого зробив, Зробив би так, щоби жилося Всім людям добре, напримір: Поставив б я скрізь дерева Медових пряників самих, І ніжки з холодцю, свинячі, Щоб з часником росли на них. Замість лози — росли б ковбаси, А листя все було б — млинці, Земля була б з самої каші Та з добрих свіжих потрохів. У Чорнім морі — запіканка, Сивуха б у річках текла, В Дунай би напустив слив'янки, А дно зробив би я із скла. Ставки б з сметаною стояли, З лемішки з салом береги, В ставках вареники б стирчали: Товсті, гарячі і пухкі… | Усі криниці — з добрим квасом, Та й на печі, щоб не ходить, Щоб чоловік з похмілля часом Міг до безтями його пить. Одежі вже було б не треба, Панам не треба кунтушів, Ходили б, як святі по небі, В одних сорочках, без штанів. Усі жінки і молодиці Знову дівчатами були б: Тонкі, високі, блідолиці. Погані в світі не жили б. А ми сиділи б та гойдались, Мов діти в люльці уночі, Спокійно б раю дожидались, Задерши ноги на печі… Ну, годі!.. Треба б замовчати, Щоб хто ще шиї не набив… Коли б я був полтавський соцький, Усе б дочиста це зробив. |